# Академик Обручев (хребет)
Хребетът Академик Обручев (на руски: хребет Академика Обручева) е планински хребет в Южен Сибир, в централните части на Източнотувинската планинска земя, в източната част на Република Тува, Русия.
Представлява слабо изпъкнала на юг дъга с дължина около 320 km, простираща се между долините на реките Голям Енисей (Бий-Хем) на запад и север и Малък Енисей (Ка-Хем) на юг и югоизток. На изток, в района на изворите на Голям Енисей се свързва с главното било на планината Източни Саяни. Максимална височина 2895 m (51°35′07″ с. ш. 97°37′16″ и. д. / 51.585278° с. ш. 97.621111° и. д.), в най-южната част на дъгата му. Състои се от няколко паралелни вериги, изградени основно от гранити, кристалинни шисти и пясъчници. Склоновете му са обрасли с иглолистна тайга, а върховете са заети от планинска тундра и обширни каменисти пространства. Наименуван е през 1953 г. в чест на видния руски геолог и географ, изследовател на Азия Владимир Обручев.

## Топографска карта
- М-47-А, М 1:500 000[2]